# Al Hamriyah

Al Hamriyah es uno de los nueve municipios

Al Hamriyah es el nombre de un asentamiento costero de Sharjah en el perímetro norte de los Emiratos Árabes Unidos. Es uno de los nueve municipios del emirato y está encajado entre los emiratos de Ajman (sur) y Umm Al Qawain (norte). Se destaca por su laguna popular entre los navegantes de recreo y motos acuáticas, así como los pescadores locales que amarran aquí, además de almacenar y reparar redes de pesca de cuerda y malla de alambre.
El pueblo no debe confundirse con el puerto y la zona franca de Hamriyah, que se encuentran inmediatamente al sur.
Es tradicionalmente el hogar de familias pertenecientes a la sección Darawishah de Al Bu Shamis Na'im, vinculada a través de esta relación con el área de Sharjah que limita inmediatamente al sur de Ajman, Al Heera. Estos estarían asociados con el moderno apellido emiratí Alshamsi.

## Historia
Al Hamriyah no fue registrada en los primeros estudios británicos de la costa en el siglo XIX, y luchó por su independencia a finales del siglo XIX porque los gobernantes de Sharjah supuestamente descuidaron la ciudad y no apoyaron a las familias perleras de la ciudad que no habían han pagado por sus perlas.
Aunque Gran Bretaña nunca lo reconoció formalmente como un emirato en los Estados del Tratado, el gobernante de Sharjah, Sheikh Khalid bin Saqr Al Qasimi, concedió a Hamriyah su independencia el 9 de agosto de 1923. En la carta de Khalid bin Saqr, renunció a todos derecho a los ingresos fiscales de Hamriyah.
Sheikh Khalid bin Saqr Al Qasimi de Sharjah fue depuesto al año siguiente y su sucesor, Sheikh Sultan bin Saqr Al Qasimi, no cumplió con el acuerdo. Los británicos, por otro lado, estaban dispuestos a respetar a Hamriyah como su propio emirato, y solo fueron detenidos por el asesinato del jeque Abdulrahman bin Saif a manos de su sobrino Saif bin Abdullah en abril de 1931. Siguió un período de golpes y contragolpes (incluido el asesinato del hijo del jeque Abdulrahman bin Saif, Humaid bin Abdulrahman) y aunque la independencia de Hamriyah se discutió nuevamente en 1937, cuando las concesiones petroleras se negociaron a través de los Estados del Tratado, no salió nada y Hamriyah pasó a formar parte de Sharjah.